# Compsobuthus levyi
Espèce
Compsobuthus levyi est une espèce de scorpions de la famille des Buthidae.

## Distribution
Cette espèce se rencontre en Jordanie et en Israël.

## Description
Le mâle holotype mesure 30 mm et la femelle paratype 38,4 mm.

## Étymologie
Cette espèce est nommée en l'honneur de Gershom Levy.

## Publication originale
- Kovařík, 2012 : « Three New Species of Compsobuthus Vachon, 1949 from Yemen, Jordan, Israel, and Somaliland (Scorpiones:Buthidae). » Euscorpius, no 150, p. 1-10 (texte intégral).